# Krasówka (obwód tarnopolski)
Krasówka – wieś na Ukrainie w rejonie tarnopolskim należącym do obwodu tarnopolskiego.
W II Rzeczypospolitej wieś powiecie tarnopolskim województwa tarnopolskiego.
W 1944 nacjonaliści ukraińscy z OUN-UPA zamordowali tutaj 10 Polaków i 2 Rosjan.